# 15:17 巴黎列車
《15:17 巴黎列車》（英語：The 15:17 to Paris）是一部2018年美國傳記劇情片，由克林·伊斯威特執導，朵洛希·布萊斯卡爾撰寫劇本。該片改編自2016年自傳《The 15:17 to Paris: The True Story of a Terrorist, a Train, and Three American Heroes》，由傑弗瑞·E·史頓、史賓瑟·史東、安東尼·薩德勒和亞歷克·史卡拉托斯所創作，其劇情取自2015年發生的真實事件大力士高速列車槍擊案；而山德勒、史東和斯卡拉托斯都會以本人的身份擔任主演。
該片由華納兄弟定檔2018年2月9日在美國上映。

## 劇情
故事改編自真實事件大力士高速列車槍擊案，主要敘述三名美國人乘坐開往巴黎的火車時，卻意外在中途遭到恐怖襲擊。

## 演員
- 史賓瑟·史東（英语：Spencer Stone）飾演他自己[7]
- 亞歷克·史卡拉托斯（英语：Alek Skarlatos）飾演他自己[7]
- 安東尼·薩德勒飾演他自己[7]
- 茱蒂·葛瑞兒飾演裘伊·埃斯克爾[8]
- 珍娜·費雪飾演海蒂·史卡拉托斯[7]
- 雷·科拉薩尼飾演亞辛·艾爾-卡薩尼[7]
- 托尼·海爾飾演體育教師[9]
- 托馬斯·列儂飾演校長[9]
- 辛奎·沃爾斯（英语：Sinqua Walls）飾演海軍隊員[10]

此外，演員保羅·米克爾-威廉斯、麥斯·伊沃錫、布萊斯·葛薩爾、柯爾·艾肯伯格和威廉·詹寧斯都在片中詮釋不同年齡階段的史東、薩德勒與史卡拉托斯。

## 製作
2017年4月20日，宣布克林·伊斯威特將於下個月開始執導電影《15:17 巴黎列車》，由新人編劇朵洛希·布萊斯卡爾撰寫劇本，該片改編自2016年自傳《The 15:17 to Paris: The True Story of a Terrorist, a Train, and Three American Heroes》，主要描述2015年發生的真實事件大力士高速列車槍擊案；其拍攝和選角也將於同年下半進行。2017年6月21日，伊斯威特宣布，演員凱爾·加納、傑雷米·哈里斯和亞歷山大·路德韋格有望分別主演亞歷克·斯卡拉托斯、安東尼·薩德勒、史賓瑟·史東，儘管這還未向三人會談。
2017年7月11日，伊斯威特宣布，槍擊案的當事人薩德勒、史卡拉托斯和史東都將在片中詮釋自己的角色，並將「童年開始，展現出他們的友誼直到改變他們的生活」作為該片的故事走向；同時，他也宣布電影的主要攝影已開始。2017年7月13日，演員托尼·海爾和托馬斯·列儂將出演該片。2017年8月1日，宣布辛奎·沃爾斯將加入演出。

## 發行
《15:17 巴黎列車》由華納兄弟發行，並定於2018年2月9日在美國上映。

### 票房
在美國和加拿大，《15:17 巴黎列車》將與《比得兔》、《格雷的五十道陰影：自由》同天上映並競爭，外界預估《15:17 巴黎列車》於首週末能從3042間戲院中獲得1000萬美元至1500萬美元的票房。最終首週以1260萬美元的票房收入位居當週第三。

## 外部連結
- 互联网电影数据库（IMDb）上《15:17 巴黎列車》的资料（英文）
- Box Office Mojo上《15:17 巴黎列車》的資料（英文）
- 爛番茄上《15:17 巴黎列車》的資料（英文）
- Metacritic上《15:17 巴黎列車》的資料（英文）
- AllMovie上《15:17 巴黎列車》的资料（英文）
- 開眼電影網上《15:17 巴黎列車》的資料（繁體中文）
- 豆瓣电影上《15:17 巴黎列車》的資料 （简体中文）
- 时光网上《15:17 巴黎列車》的資料（简体中文）